# Linda Bartoshuk
Linda May Bartoshuk (nascut 1938) és una psicòloga americana. És una Professora de Ciència Conductista a la Universitat de Florida. És una investigadora internacionalment coneguda especialitzant-se en els sentits químics de gust i olor.
Bartoshuk Va créixer amunt en Aberdeen, Dakota del Sud. Va rebre el seu B.Un. De Carleton Universitat i el seu PhD d'Universitat Marró.
La seva recerca explora les variacions genètiques dins percepció de gust i com percepció de gust afecta salut global. Bartoshuk Era el primer per descobrir que síndrome de boca ardent, una condició predominantment experimentada per postmenopausal dones, és causat per avariar al gust buds al davant de la llengua i no és una condició somatopsíquica. Va ser emprada a Yale Universitari previ a acceptar una posició a la Universitat de Florida dins 2005. Va ser elegida una Companya de l'Acadèmia americana d'Arts i Ciències dins 1995. Dins 2003, va ser elegida a l'Acadèmia Nacional de Ciències.

## Publicacions
- Bartoshuk, Linda M (juny 1978), "Bartoshuk, Linda M «The Psychophysics of Taste». American Journal of Clinical Nutrition, 31, 6, 6-1978, p. 1068–1077 [Consulta: 12 setembre 2010]." (),, (6): 1068–1077, , va recuperar 12 de